# Guy du Maurier
Guy Louis Busson du Maurier DSO (Londres, Inglaterra, 18 de mayo de 1865-Kemmel, Flandes, Bélgica, 9 de marzo de 1915) fue un oficial del ejército y dramaturgo inglés, hijo del escritor George du Maurier y hermano de Sylvia Llewelyn Davies y del actor Gerald du Maurier.
Fue educado en Marlborough y la Universidad Militar Real, Sandhurst, y en 1885 se hizo oficial en los Fusileros Reales. Sirvió en la segunda guerra bóer, donde mandó un regimiento de infantería montado, ganando la Orden del Servicio Distinguido en 1902.
Consiguió notoriedad en 1909 como el autor de la obra teatral An Englishman Home, que cuenta la historia de la familia Brown bajo la invasión de su país por un poder extranjero, supuestamente Alemania. Cuando la obra fue presentada en Alemania, la tomaron como un ultraje, luego resultó ser profética y en 1940 se adaptó al cine bajo el título de Mad Men of Europe.
Tras la muerte de su hermana Sylvia, y a instancias de su testamento, Guy se convirtió en tutor de sus sobrinos, lo chicos que inspiraron la historia de Peter Pan.
Murió en la Primera Guerra Mundial, durante una misión en Flandes en 1915. J. M. Barrie fue quien le dio la noticia de su muerte a sus sobrinos.